# 임유경
임유경(1987년 3월 17일 ~ )은 대한민국의 가수이다.

## 학력
- 중앙대학교 연극영화학과 졸업

## 경력
- 2006년 '달래음악단' 멤버

## TV 게스트
- 2007년 11월 10일 KBS1 가족오락관

## 음반
- 2007년 달래음악단 임유경